# International Society for Knowledge Organization
Die International Society for Knowledge Organization (ISKO) ist eine internationale wissenschaftliche Vereinigung zur Erforschung der Organisation von Wissen. Die Gesellschaft wurde 1989 gegründet und hat zurzeit ca. 600 Mitglieder weltweit.
Die Wissensorganisation betrachtet Methoden und Systeme zum Ordnen von Information und Wissen, zum Beispiel Datenbanken, Bibliotheken, Wörterbücher, Enzyklopädien, Taxonomien, Klassifikationen, Wikis. Aufgrund des interdisziplinären Gegenstandes der Wissensorganisation stammen die Mitglieder aus unterschiedlichen Wissenschaftsdisziplinen wie Informationswissenschaft, Informatik, Linguistik, Philosophie u. a.
Zu den Aktivitäten der ISKO gehören
- die Ausrichtung von internationalen Konferenzen alle 2 Jahre
- die Ausrichtung von nationalen und regionalen Konferenzen über Spezialthemen
- die Herausgabe der wissenschaftlichen Zeitschrift Knowledge Organization (KO), ehemals International Classification, gegründet 1974 von Ingetraut Dahlberg
- die Herausgabe der Schriftenreihen Advances in Knowledge Organization (AKO) und Knowledge Organization in Subject Areas (KOSA)
- die Förderung des Informationsaustausches zwischen den Mitgliedern über den Newsletter ISKO News.